# Első nemzetközi hárfaverseny az USA-ban
Az első nemzetközi hárfaverseny az USA-ban az 1969. június 6-16. között, a Hartfordi Egyetem Hartt College Of Music nevű intézményében megrendezett hárfaverseny volt, melyet Würtzler Arisztid magyar-amerikai hárfás, az egyetem professzora szervezett. A versenynek húsz éven át nem volt folytatása, mivel Würtzler nem sokra rá megalakította a New York Harp Ensemble nevű kamaraegyüttesét, amellyel bejárta a világot.

## Előzmények
1959-ben az izraeli kormány megrendezte a világ első nemzetközi hárfaversenyét. 1962-ben Pierre Jamet megalakította az első hárfás világszövetséget. Ezt követően több más országban is hazai és nemzetközi hárfaversenyeket kezdtek rendezni.
Az 1956-os emigráns, Würtzler a hatvanas évek elejétől vett részt hárfaversenyek nemzetközi zsűrijének munkájában (Izrael, Svájc). 1964-től egyetemén rendszeresen szervezett nemzetközi hárfafesztiválokat és mesterkurzusokat Pierre Jamet francia és Rohmann Henrik magyar hárfásokkal. Utazott a vasfüggönyön túlra is (Magyarország, Lengyelország, Csehszlovákia, Románia, Bulgária), hogy építse a zenészek kapcsolatait. Külföldi utazás és szereplés érdekében ösztöndíjakat szerzett a szocialista országok fiatal hárfásai számára, kottákat biztosított nekik, és cikket írt róluk.

## A hárfaverseny
A hárfaversenyt 1969. június 6-16. között rendezték meg West Hartford-ban (Connecticut, USA), a Hartfordi Egyetem Millard Auditorium épületében. A nyitóbeszédeket Dr. Moshe Paranov, a Hartt College of Music elnöke, a Hartfordi Egyetem előadóművészeti rektorhelyettese, Dr. A. M. Woodruff, a Hartfordi Egyetem rektora, valamint Pierre Jamet hárfás, a Hárfások és Hárfabarátok Nemzetközi Szövetségének (Association of Harpists and Friends of the Harp) elnöke tartotta. A résztvevőket Würtzler mutatta be. Ezt követően nyitókoncert következett, amelyen Mireille Flour (Belgium), Pierre Jamet, Vera Dulova (Szovjetunió) és Würtzler játszott. Utóbbi a saját szerzeményeit, a Memory of Salzedo (Capriccio) és a Modern Sketches, Yesterday-Today-Tomorrow c. műveit.
A hárfás verseny két színpadon zajlott.
A verseny ideje alatt számos egyéb kamarazenei hangverseny is meghallgatható volt.

## Zsűri
- Jacqueline Borot
- Vera Dulova
- Mireille Flour
- Gene Farrell
- Kathleen Fulton
- Pierre Jamet
- Aram Hacsaturján
- Ami Maayani
- Tsutomu Mimura
- Rohmann Henrik
- Serly Tibor
- Gunther Schuller
- Würtzler Arisztid
- Hans Zingel

## Résztvevők
- Ugurtan Aksel (Törökország)
- Christine Allard (Franciaország)
- Adriana Anca (Románia)
- Alina-Hanna Baranowska (Lengyelország)
- Irina Blokha (Szovjetunió)
- Margareta Boceanu-Torok (Románia)
- Catherine Bocquillon (Franciaország)
- Natalia Kamejeva (Szovjetunió)
- Malina Kristova (Bulgária)
- Meta Joy Epstein (USA)
- Chantal Gregoire (Belgium)
- Ewa Maria Jaslar (Lengyelország)
- Hazel Kathy Kienzle (USA)
- Marcela Kozikova (Csehszlovákia)
- Karen Lee Krisel (USA)
- Anna Lelkes (Magyarország)
- Margareta Teodora Maiorescu (Románia)
- Chantal Mathieu (Franciaország)
- Carrol Mae Mclaughlin (Kanada)
- Clelia Mertens (Argentína)
- Catherine Michel (Franciaország)
- Emilia Moskivitina (Szovjetunió)
- Ilona Partos (Magyarország)
- Dagmar Platilova (Csehszlovákia)
- Vincent Renard-Payen (Franciaország)
- Ayako Shinozaki (Japán)
- Diemut Spelz (Nyugat-Németország)
- Tatjana Tauer (Szovjetunió)
- Alice Terlanday (Magyarország)
- Elizabeth Turrell (USA)

Rohmann Henrik hazatérve beszámolót írt a versenyről. Ebben arról szólt, hogy a versenyzők száma csupán 22 volt, a magyarok közül pedig csak Terlanday Alice vett részt a versenyen, és bronzdíjat kapott. A győztes a szovjet Kamejeva volt.

## A verseny utóélete
Würtzler memoárjában, a Beszélő hárfa c. könyvben említi, hogy 1989-ben levelet írt Susann McDonald-nak, amikor az meghirdette az „első amerikai nemzetközi hárfaverseny” (USA International Harp Competition) megrendezését. Tény, hogy ezen a néven valóban Susann McDonald-é az elsőség. Azonban az első nemzetközi hárfaversenyt nem ő rendezte az USA-ban.
A versenyen két lengyel hárfás is részt vett. Eva Jaslar versenyzőként, Barbara Pniewska szervezőként és fellépő művészként. Würtzler velük alapította meg még ebben az évben a New York Harp Ensemble (New York-i Hárfaegyüttes) nevű zenekarát. Barbara a felesége lett. A verseny résztvevői közül egy időben tag volt az együttesben a cseh Dagmar Platilova és a román  Margareta Teodora Maiorescu is.